# 黃錝
黃錝（1526年7月18日—1578年），字崇文，號邃泉，中軍都督府嘉興中左千户所（今浙江嘉興市）人，祖籍江西新淦，明朝政治人物。

## 生平
嘉靖二十五年（1546年）丙午科應天府鄉試第一百十三名舉人。嘉靖三十五年（1556年）中式丙辰科會試第二百六十三名，三甲第一百零七名進士。礼部观政，授兵部主事。四十一年（1562年）升员外。四十三年（1564年）升郎中，出爲直隶安庆府知府，隆慶二年（1568年）二月，官至湖广按察司副使。隆慶五年（1571年）二月，以考察不及，改贵州副使，乞归。

## 家族
曾祖黃鑑；祖父黃盛，禮部司務；父黃鶴年，監生赠兵部主事加知府。母張氏，贈安人加恭人。弟黃鈁（京县县丞）、黃𨥬。